# Supercoupe de Géorgie de football
La Supercoupe de Géorgie de football (en géorgien : საქართველოს საფეხბურთო სუპერთასი) est une compétition annuelle de football en Géorgie créée en 1006. Jusqu'en 2022, il s'agit un match annuel opposant le champion de Géorgie et le vainqueur de la coupe de Géorgie, ou le finaliste de cette dernière compétition si elle a également été remportée par le champion. Elle marque traditionnellement le lancement de la nouvelle saison. En 2023, la compétition est élargie à 4 équipes, les trois premiers du Championnat et le vainqueur de la Coupe.
Le tenant du titre est le Dinamo Tbilissi, vainqueur de son neuvième titre lors de l'édition 2023 ; il est aussi le club le plus titré de la compétition.

## Histoire
La première édition prend place en 1996 et voit le Dinamo Tbilissi, auteur du doublé Coupe-Championnat lors de la saison 1995-1996, s'imposer face au Dinamo Batoumi, finaliste de la coupe. Les trois premières saisons de la compétition sont par la suite disputées uniquement par ces deux équipes, avec deux victoires pour Tbilissi et une pour Batoumi. Après un troisième titre pour le Dinamo Tbilissi en 1999 contre le Torpedo Koutaïssi, l'organisation du tournoi est interrompue jusqu'en 2005.
Après son relancement, les rapports de force variables du football géorgien donnent lieu à des participants plus diversifiés, quatorze clubs différents ayant ainsi pris part à la compétition en vingt éditions, bien que le Dinamo Tbilissi reste de loin l'équipe la plus régulière avec douze participants pour huit victoires.

## Palmarès
| Année     | Vainqueur                                                                                    | Score                | Finaliste                                                                                |
| --------- | -------------------------------------------------------------------------------------------- | -------------------- | ---------------------------------------------------------------------------------------- |
| 1996      | Dinamo Tbilissi Champion de Géorgie 1995-1996 Vainqueur de la Coupe de Géorgie 1995-1996     | 4 - 0                | Dinamo Batoumi Finaliste de la Coupe de Géorgie 1995-1996                                |
| 1997      | Dinamo Tbilissi (2) Champion de Géorgie 1996-1997 Vainqueur de la Coupe de Géorgie 1996-1997 | 4 - 1                | Dinamo Batoumi Finaliste de la Coupe de Géorgie 1996-1997                                |
| 1998      | Dinamo Batoumi Vainqueur de la Coupe de Géorgie 1997-1998                                    | 2 - 1                | Dinamo Tbilissi Champion de Géorgie 1997-1998                                            |
| 1999      | Dinamo Tbilissi (3) Champion de Géorgie 1998-1999                                            | 1 - 0                | Torpedo Koutaïssi Vainqueur de la Coupe de Géorgie 1998-1999                             |
| 2000-2004 | Non-jouée                                                                                    | Non-jouée            | Non-jouée                                                                                |
| 2005      | Dinamo Tbilissi (4) Champion de Géorgie 2004-2005                                            | 1 - 0                | Lokomotiv Tbilissi Vainqueur de la Coupe de Géorgie 2004-2005                            |
| 2006      | Ameri Tbilissi Vainqueur de la Coupe de Géorgie 2005-2006                                    | 1 - 0                | Sioni Bolnissi Champion de Géorgie 2005-2006                                             |
| 2007      | Ameri Tbilissi (2) Vainqueur de la Coupe de Géorgie 2006-2007                                | 4 - 1                | Olimpi Rustavi Champion de Géorgie 2006-2007                                             |
| 2008      | Dinamo Tbilissi (5) Champion de Géorgie 2007-2008                                            | 1 - 0                | FC Zestafoni Vainqueur de la Coupe de Géorgie 2007-2008                                  |
| 2009      | WIT Georgia Tbilissi Champion de Géorgie 2008-2009                                           | 2 - 1 ap             | Dinamo Tbilissi Vainqueur de la Coupe de Géorgie 2008-2009                               |
| 2010      | Olimpi Rustavi Champion de Géorgie 2009-2010                                                 | 2 - 0                | WIT Georgia Tbilissi Vainqueur de la Coupe de Géorgie 2009-2010                          |
| 2011      | FC Zestafoni Champion de Géorgie 2010-2011                                                   | 3 - 1                | FC Gagra Vainqueur de la Coupe de Géorgie 2010-2011                                      |
| 2012      | FC Zestafoni (2) Champion de Géorgie 2011-2012                                               | 0 - 0 ap (4 - 2 tab) | Dila Gori Vainqueur de la Coupe de Géorgie 2011-2012                                     |
| 2013      | Chikhura Sachkhere Finaliste de la Coupe de Géorgie 2012-2013                                | 1 - 0                | Dinamo Tbilissi Champion de Géorgie 2012-2013 Vainqueur de la Coupe de Géorgie 2012-2013 |
| 2014      | Dinamo Tbilissi (6) Champion de Géorgie 2014 Vainqueur de la Coupe de Géorgie 2013-2014      | 1 - 0                | Chikhura Sachkhere Finaliste de la Coupe de Géorgie 2013-2014                            |
| 2015      | Dinamo Tbilissi (7) Vainqueur de la Coupe de Géorgie 2014-2015                               | 1 - 0                | Dila Gori Champion de Géorgie 2014-2015                                                  |
| 2016      | Non-jouée                                                                                    | Non-jouée            | Non-jouée                                                                                |
| 2017      | FC Samtredia Champion de Géorgie 2016                                                        | 2 - 1                | Torpedo Koutaïssi Vainqueur de la Coupe de Géorgie 2016                                  |
| 2018      | Torpedo Koutaïssi Champion de Géorgie 2017                                                   | 2 - 1                | Chikhura Sachkhere Vainqueur de la Coupe de Géorgie 2017                                 |
| 2019      | Torpedo Koutaïssi (2) Vainqueur de la Coupe de Géorgie 2018                                  | 2 - 1                | Saburtalo Tbilissi Champion de Géorgie 2018                                              |
| 2020      | Saburtalo Tbilissi Vainqueur de la Coupe de Géorgie 2019                                     | 1 - 0                | Dinamo Tbilissi Champion de Géorgie 2019                                                 |
| 2021      | Dinamo Tbilissi (8) Champion de Géorgie 2020                                                 | 2 - 2 ap (5 - 4 tab) | FC Gagra Vainqueur de la Coupe de Géorgie 2020                                           |
| 2022      | Dinamo Batoumi (2) Champion de Géorgie 2021                                                  | 0 - 0 ap (7 - 6 tab) | Saburtalo Tbilissi Vainqueur de la Coupe de Géorgie 2021                                 |
| 2023      | Dinamo Tbilissi (9) Champion de Géorgie 2022                                                 | 1 - 1 ap (4 - 3 tab) | Dinamo Batoumi Vice-champion de Géorgie 2022                                             |
| 2024      | Torpedo Koutaïssi (3) Troisième du championnat de Géorgie 2023                               | 2 - 1                | Dinamo Tbilissi Vice-champion de Géorgie 2023                                            |
| 2025      | Dila Gori (1) Troisième du championnat de Géorgie 2023                                       | 2 - 0                | FC Spaeri champion de D2 Géorgie 2025                                                    |

### Bilan par club
| Club                 | Victoire(s) | Défaite(s) | Édition(s) remportée(s)                              |
| -------------------- | ----------- | ---------- | ---------------------------------------------------- |
| Dinamo Tbilissi      | 9           | 5          | 1996, 1997, 1999, 2005, 2008, 2014, 2015, 2021, 2023 |
| Torpedo Koutaïssi    | 3           | 2          | 2018, 2019, 2024                                     |
| Dinamo Batoumi       | 2           | 3          | 1998, 2022                                           |
| FC Zestafoni         | 2           | 1          | 2011, 2012                                           |
| Ameri Tbilissi       | 2           | 0          | 2006, 2007                                           |
| Chikhura Sachkhere   | 1           | 2          | 2013                                                 |
| Saburtalo Tbilissi   | 1           | 2          | 2020                                                 |
| Dila Gori            | 1           | 2          | 2025                                                 |
| WIT Georgia Tbilissi | 1           | 1          | 2009                                                 |
| Olimpi Rustavi       | 1           | 1          | 2010                                                 |
| FC Samtredia         | 1           | 0          | 2017                                                 |
| FC Gagra             | 0           | 2          |                                                      |
| Lokomotiv Tbilissi   | 0           | 1          |                                                      |
| Sioni Bolnissi       | 0           | 1          |                                                      |
| FC Spaeri            | 0           | 1          |                                                      |